# 日本原子力防護システム
日本原子力防護システム株式会社（英称:Japan Nuclear Security System Co., Ltd. 略称：JNSS）は、原子力発電所をはじめとする大型施設へ総合的な警備を提供する警備業者、建設業者である。本店は東京都港区虎ノ門。品質マネジメントシステムISO9001を取得している。略称で「原防（げんぼう）」と呼ばれることが多く、会社のロゴも｢げんぼう｣と平仮名が採用されているが、社章は「JNSS」という英語の略称が用いられている。
資本金の50%を出資する筆頭株主がセコムであるため「セコムグループ」に属するが、第2位の株主である東京電力からも「グループ企業の一員」として扱われており、出資者4社からの出向者も存在する。

## 概要
1977年に原子力関連施設の防護を専門として、セコム・東京電力・関西電力・中部電力が共同出資して設立。主に核燃料輸送警備業務、発電所における防護システムの設置と保守、そして警備員を配置した人的警備業務の3種のサービスを提供する。現在ではデータセンターなどの原子力関連施設以外の分野にも進出している。
核燃料輸送警備業務
設立翌年の1978年より開始。主に核燃料製造会社や電力会社より受注した輸送警備業務を、親会社であるセコムに委託して運用している。セコムの現業社員の中でもNSP（Nuclear Scurity Patrolsの略）と呼ばれる、都道府県公安委員会が発行する核燃料物質等危険物運搬警備業務検定合格証明書取得者を中心とする選抜部隊所属者が実際の業務に当たる。
防護システムの設置と保守
主に原子力発電所に防犯カメラや各種センサーなどを設置し、維持管理にあたる業務。1979年に東京電力福島第一原子力発電所で運用を開始。その後各発電所にも拡大し、1980年には発電所以外の関連施設においても受注・運用を始めた。
人的警備業務
「防護隊」を組織し各発電所及び関連施設に常駐し、施設警備業務にあたる。警備業者として認定されている必要がある。

## 製品
信頼性の高い防護機器やシステムを目指して自社開発も手掛け、各発電所に納入している。具体的な実績として、どの発電所が当社の製品を採用しているかは明らかにされていないが（出資者には電力業者3社が存在）、公式サイトによれば日本国全ての原子力発電所の総発電kWに換算した場合、約80%にあたるシェアを獲得しているとされている。 
セキュリティ・ロボゲート（Security Robogate）
IDカードリーダー等を用いて個人認証を行うと共に、2人以上の同時通行（共連れ）や、物品の搬出入を防止することにより、高いセキュリティを確保するゲート型の出入管理装置。
リアル・フェース（Real Face）
ドイツのコグニテック社の技術を応用して開発した顔認証装置。アメリカ合衆国標準技術会が主催した評価試験で最も精度が高いという評価を受けている。
その他カードリーダ装置やアクセス制御装置など複数の技術を開発し、特許を出願している。

## その他
- 原子力産業の発展に寄与するという理念と環境保護の観点から、関西電力原子力事業本部美浜発電所を担当する防護隊では、パトロール車に三菱自動車工業i-MiEVが導入された[3]。
- 核物質管理学会日本支部の賛助会員として学会費を納めている。
- 一般社団法人日本原子力技術協会の会員である。
- 元社長の巻口守男は、地球温暖化対策に取り組む「チーム・マイナス6％」が主催した「クールビズ･コレクション2006」において、登録企業（東京電力）の代表としてファッションモデルに選ばれた。